# ブレイドアンドソウル
『ブレイドアンドソウル』（英: Blade & Soul）は、韓国・NCSOFTが運営するMMORPG、または同ゲームを原作とした日本のテレビアニメ。

## 概要
2012年に韓国で、2013年に中国でサービスを開始している。
日本ではエヌ・シー・ジャパンにより2014年5月20日正午にサービスを開始。これに合わせ、#テレビアニメと#WEBラジオも同年4月より開始されている。
2021年には、ゲームのグラフィックスが一新。Unreal Engine 4となり、ゲームのランチャーおよびクライアントも新しい物になった。それに伴って、推奨動作環境も更新されている。
2025年には、アクション性はそのままに、グラフィックやキャラクター成長システムを大幅改善したリメイク作品『ブレイドアンドソウルNEO』がサービスを開始。それに伴い、公式サイトが『ブレイドアンドソウル』と合併した。

## 沿革
2008年
- 7月31日、韓国NCSOFTのR＆DセンターにてNCメディアデー2008を開催、本作品の新作発表が行われた。

2011年
- 4月27日、韓国にて「剣士」「気功士」「拳士」「力士」の4クラスによる第1次クローズドベータテストが行われた。
- 8月29日、韓国にて「暗殺者」をさらに加えた第2次クローズドベータテストが行われた。

2012年
- 5月9日、韓国にて「召喚士」を追加し、キャラクターメイキング機能も加えた第3次クローズドベータテストが行われた。
- 6月21日、韓国にて「活力システム」を仕様から削除変更したオープンベータテストが行われた。
- 6月30日、韓国にて正式サービスとして運営を開始。

2013年
- 10月29日、中国にてクローズドベータテストが行われた。
- 11月28日、中国にてオープンベータテストが行われた。

2014年
- 2月7日、日本のNCSOFTポータルサイトにて特設サイトが公開された。
- 3月8日、日本にてオフラインイベント「プレミアショウ」が実施された。
- 4月4日、日本にてテレビアニメ放送開始。
- 4月9日、日本にてWEBラジオ『ブレイドアンドソウル 〜無口なアルカのおしゃべりラジオ〜』配信開始。
- 5月9日、日本にてプレミアムキットとスタンダードキットの2種類のパッケージ販売を開始。
- 5月13日、日本にてクローズドベータテストとなるリミテッドトライアルを実施。
- 5月16日、日本にてオープンベータテストとなるオープントライアルを実施。
- 5月20日、日本にて正式サービス開始。サービス開始を記念して、セブン-イレブン限定でオリジナルデザインのカイモカード（プリペイドカードの一種）が発売された[2]。
- 6月17日、日本にて大型アップデートが行われ、「水月平原」を実装。
- 7月29日、日本にて、新職業「リン剣術士」実装。

2015年
- 3月1日、日本での基本プレイを無料化。同時にアップデートが行われ、「白青山脈」を実装。

2016年
- 2月3日、日本にて新職業「双舞士」実装。
- 4月13日、日本にて新フィールド「破天成都」実装。
- 6月8日、Cross Gateway システム実装。牡丹、真紅、胡桃、琥珀と4つのサーバーに分かれていたプレイヤーが、一緒にプレイできるようになった。
- 6月15日、新フィールド「建元成都」実装。

2017年
- 4月19日、日本にて初となる伝説級の24人用インスタンスダンジョン「渦動の寺院」実装。
- 6月21日、新フィールド「西落」実装。
- 9月13日、日本にて、新職業「銃撃士」実装。
- 12月13日、大型アップデート「太天王陵」実装。

2018年
- 6月20日、エピック9大型アップデート実装。メインストーリー9幕、新たな大型ボス「火龍」などが登場。
- 9月19日、日本にて、新職業「剛剣士」実装。
- 12月19日、「職業覚醒」が実装。それぞれの職業の武功に系列が導入され、使用する武功の種類を選択することができるようになった。

2019年
- 1月16日、12人レイドダンジョン「永生の寺院」、多人数バトルロワイアル「鉄鎖群島」実装。
- 6月19日、大型アップデート「仙界」実装。メインストーリー10幕、レベル上限60Lv解放、新システム「義侠団」導入。
- 9月18日、日本にて、新職業「弓奏士」実装。

2020年
- 1月15日、12人レイドダンジョン「鉄の箱舟」実装。
- 3月18日、鉄の箱舟第3地域実装、アイテム等級「古代」登場。
- 6月17日、メインストーリー11幕更新。
- 9月16日、日本にて、新職業「宙導士」実装。

2021年
- 2月10日、新規1人ランキング ダンジョン「冥土楼閣」実装。
- 3月17日、12人レイドダンジョン「灰の黒死門秘密拠点」実装。
- 9月15日、大型アップデート「胎動」実装。Unreal Engine 4となり、ゲームのグラフィックスが一新。新職業「双剣術士」実装。
- 10月13日、古代ダンジョン「天空の流浪船」、メインストーリー11幕更新。

2022年
- 1月12日、新規ランキング競争ダンジョン「羅漢道」実装。
- 3月16日、メインストーリー12幕更新、新規古代ダンジョン「試練の殿堂」実装。
- 4月13日、新規古代ダンジョン「伝承の霊廟」実装。
- 5月18日、新規古代ダンジョン「魂輪派 本山」実装。
- 6月15日、新規一人ランキングダンジョン「千手羅漢陣」実装。
- 8月17日、新規フィールド「巨神の心臓」実装。
- 9月21日、日本にて、新職業「楽士」実装。

2023年
- 1月18日、新フィールド「北方大陸」実装。メインストーリー12幕更新。
- 3月15日、新規古代ダンジョン「揺れる風島」実装。
- 6月14日、新規古代ダンジョン「混沌の雪人の洞窟」実装。
- 8月16日、新規古代ダンジョン「紅き深淵」実装。

## ゲームシステム
格闘ゲームのように爽快なコンボ感のあるアクションプレイが特徴。TPS式で、WASDキーによる移動、マウスによるカメラ操作を用いる。職業のスキル（＝武功）によっては、モーションキャンセルを用いたスキル回しも可能。
敵の攻撃が着弾する瞬間に抵抗スキル（いわゆる回避スキル）を使用すると、自身に特殊なステータスがついたり派生スキルが発動するなど、スピーディなバトルが行われる。
フィールド内の移動には、武侠では馴染みのある軽功を用いて、常時平面でのダッシュ移動や滑空、壁のぼりが可能。
インスタンスダンジョンの攻略においては、タンカーやヒーラー、バッファーの特徴を持つ職業がいるものの、FF14のようにかならずその職業がその役割を担う必要はなく、装備やID熟練度に応じた臨機応変な編成が可能。また、それぞれの職業のスキルには2〜3種の系列という分類があり、基本のスキル回しやPTでの役回りが変わる。

### 職業
剣術士や暗殺者といったMMOには馴染み深い職業から、邪術士や双舞士など武侠世界ならではの職業も存在する。豊富な職業が実装されているが、キャラクターの種族や性別によっては選択できない職業もある。また一度選んだ職業は課金アイテムを使用する以外では転職できないため、1キャラクターにつき1職で、ゲームをプレイしていく。
基本的にどの職業でもDPSを出すことが要求されるが、スキルの系列によって火力寄り・補助寄りのような組み換えがいつでも可能。またパーティに貢献する強力なスキルは重複して発動ができないため、職業の編成によっては何の系列を選択するか話し合う場合がある。

#### 剣術士
攻守のバランスがとれた技巧派。豊富な攻撃のバリエーションを持ちつつ、攻守のバランスが良い職。PTのタンカーはもちろん攻撃からの保護、ダメージディーラーの役割もこなす。

#### 拳闘士
豊富で強力な連続技を持ち、回避能力に優れ、拳技・足技による格闘を得意としている。武功の系列でパワータイプとスピードタイプを選択できる。

#### 魔導士
気の力で炎や氷、雷といった自然の力を操り、遠くにいる敵を攻撃できる。多数の敵を相手にでき、自分と味方を守るサポートに優れている。

#### 滅砕士
集団戦を得意とし、巨大な斧を振り回しながら豪快な力で敵をなぎ倒す。転倒や気絶といった状態異常スキルを持ち合わせ、敵のスキを突いて防御を捨てた爆発的な威力を持った攻撃を敵に叩き込むなど、パワフルな戦闘が可能。

#### 暗殺者
身を隠して背後から致命的な一撃を与えたり、隠れ身の術を使って敵の攻撃をかわすなど、他のクラスにはない特殊なスキルを持つ。対人戦闘に特化しており、PvP向けのスキルが多い。

#### 召喚士
猫の姿をした獣を召喚し、召喚獣と協力して敵と戦うことができる遠距離職。パーティーメンバーを回復したり、攻撃から保護することができる。

#### リン剣術士
遠距離の相手には回転する武器を投げ、接近戦なら体を回転させ攻撃するなど、多彩なスキルを持つ。敵を行動不能にするスキルで味方と共に有利な状況を作り出すオールラウンダー。

#### 邪術士
離れた場所から強力なスキルを放ち、近づいてくる敵をなぎ倒す戦いが得意な遠距離職。味方の能力を向上させるスキルを多数所有し、パーティープレイに貢献するバッファーとしての立ち回りが得意。

#### 双舞士
接近戦では拳撃を、離れた時には気を使って戦う、遠近両方の戦闘が可能な職。気を十分に練ってから放つ攻撃には敵に大ダメージを与える主砲にもなり、またパーティのHPを回復させたりまとめて蘇生するなど、高難易度攻略におけるサポートも可能。

#### 銃撃士
二丁拳銃を操り素早い連続攻撃や、ワイヤーを使ったトリッキーな高速移動が可能な職。瞬間的に自身の火力を向上する強力な一撃を放つことができる。機動力の高さから、ダンジョンではギミックの処理を担うことも。

#### 剛剣士
巨大な大剣を背負った豪快な近接職。攻撃速度はやや遅いものの、重いダメージを繰り出す。またスキルによって状態異常をすべて抵抗するなどタンク能力に優れており、邪術と同様のバッファースキルも持つ。

#### 弓奏士
光と音の調和からなる流麗で優雅な戦闘スタイルを持つ。自身の領域内に侵入した敵を自動攻撃する真眼という特殊なスキルを持つ。移動にやや癖があるものの、戦闘での機動力が高い。

#### 宙導士
星の力が宿った宝珠を使って遠距離から敵を攻撃する。宇宙の星を召喚し敵に大ダメージを与えたり、天体の渦の力を使ってすばやく移動することができる。強力なバフスキルと、高い機動力が特長。

#### 双剣術士
特殊な武功で敵を休むことなく追い込む無慈悲な連続攻撃を繰り広げる。ダンジョン攻略において重要なブレイクという状態の相手をさらに弱体化させるなど、瞬間火力の高さが特長。

#### 楽士
琴を使った演奏で多彩な攻撃を繰り広げる職業。演奏で自分を保護したり、仲間に有益な効果を与える。また楽士の独自要素として演奏モードが用意されており、キーボードで音階を、マウスでオクターブを選んで演奏することができる。

### 種族
プレイヤーが選択できる種族は、ジン族、ゴン族、リン族、クン族の四種。種族とその性別によって、選択できる職業が決まる。

#### ジン族
最も標準的な種族。才と努力の象徴、玄武の力を持ったジン族は、無限の可能性と潜在力を持つ。多様な好奇心と強い精神力、聡明な頭脳を駆使し、様々な場面で能力を発揮する。

#### ゴン族
大柄で力強い体躯の種族。古代龍の子孫であるゴン族は、強靭な見た目と、巨人のような肉体を持つ。どの種族よりも勇猛で破壊的な性格を持つため、俗世人から恐れられている。

#### リン族
小柄で動物的な容姿の種族。伝説の動物、麒麟の力を受け継ぐ可愛く小さな容貌のリン族は 大きな耳と尻尾を持つ。生まれつき鋭敏で優れた五感のおかげで身体的な不利があるにもかかわらず、他の種族よりも生命力が高い。

#### クン族
細身で繊細な種族。鳳凰の気を受け継いだクン族は、触れることのできない優雅な気品と美しい容姿を持つ。自然を友とし、芸術を崇めたてる気質があり、女性のみが存在する。

### キャタクタークリエイト
非常に自由度の高いキャラクタークリエイトが可能で、美形美人からイロモノ系のキャラクターまで幅広く作成が可能。ジン・ゴン・リン・クンの四つの種族をベースに、目の大きさや瞳孔の形、体型のボリュームなど細かく調整できる。リン族に関しては、耳・尻尾に多彩なパターンが用意されており、好みで選ぶことができる。
声は各種族のデフォルトの声か、年齢のイメージでいくつかのパターンから選ぶ。
また召喚士の猫は、町にいる美容師によって、猫の大きさや毛色、瞳のパターンを変更できる。

#### 外見アイテム
武器やアクセサリーの装備項目とは別に、外見だけの装備欄が設けられており、いつでも服の着替えや武器外見の変更が可能。豊富な衣装アイテムが用意されており、ゲーム内での取得か課金によって入手ができる。また、一部の衣装は課金によって染色が可能となっており、生地の色や柄を変更できるため、同じ衣装でも全く違った雰囲気のオリジナル衣装を作成することも可能。染色が可能な頭衣装では、ヘアカラーも変更できる。
また召喚士のみ、猫専用の衣装も用意されており、召喚士とのペアルックも可能。

## 世界観
かつて東方・西方・南方・北方の四大陸を統一していたナル国が魔皇によって滅びた後、クルム王国が再び大陸を統一した。千年の間平和が維持されていたが、各大陸で発生した天命祭による騒動で王国は乱れ、東方大陸はパラム帝国として独立を宣言。クルム王国とパラム帝国の間で争いが起こり、風雲戦争が勃発する。長きに渡る戦争が集結するも、民衆は情勢不安と治安悪化、魔族の出現による濁気の侵食に怯えていた。
そして、魔皇の代理人であるジン・ヴァレルがパラム帝国を牛耳り、魔皇を降臨させる天命祭を起こすために各地で暗躍する。これを危惧した武人の組織 天下双勢は、千年前に魔皇を退けた天下四絶を探すよう、各門派の精鋭 八部器才に命じる。だが混沌渦巻く荒野に、伝説の武人たちの姿はなかった。しかし、天は新たに魔皇へ対抗する器を使わしていた。

### ストーリー

#### 序幕 目覚めたくない夢
南方大陸の最南端にあるムイル峰では、ホン門派の門徒たちが修行に精を出していた。その日は、末弟子である主人公が正式なホン門派の一員として認められた日であった。しかし、突如としてジン・ヴァレル、ユ・ラン、ガ・ガンテら魔族たちがムイル峰を襲撃。加えて門徒であるムソンが裏切り彼らを手引きしていたのだった。ジン・ヴァレルは主人公を人質に取り「帰天剣を差し出せ」と要求。師であるホン・ドウゲンはこれに応じ、さらには命を落としてしまう。反抗も虚しく主人公はジン・ヴァレルから墨華の傷を受け、崖から海へと転落。重傷を負い海の水底へと沈んだ主人公は、神秘的な女性の声を耳にする。彼女は「ジン・ヴァレルを止めてほしい」と懇願した。

#### 1幕 傷ついた者たち
かつてホン門派に所属していたドリン・テンプウによって救出された主人公が目を覚ますと、竹林村は「衝角団」という海賊集団の襲撃を受けている所だった。ジン・ヴァレルの後を追う傍ら、主人公は竹林村の自警団に手を貸すことになる。加えて自警団の中には裏切りものがいるという噂があった。
斎龍林を奔走する中で、主人公は名高い武功を持ち龍脈移動の秘法を知る毒草博士という老人に出会う。老人の命じるままに内力の修練をしていた最中に、荒野に名高い天下双勢の武林盟ホンサム、渾天教スサム、そして八部器才という七人の武人たちと出会う。彼らは魔皇の降臨を阻止すべく、天下四絶を捜していた。そして急逝したホン・ドウゲンに代わり、ジン・ヴァレルと魔皇に対抗する器として選ばれたのが主人公なのだと語る。しかし、主人公は墨華の傷に蝕まれていたせいで八部器才の内功を受け取ることができなかった。武功を上昇させ、墨華の傷を完治させるようにと言葉を交わし、彼らとまた再会することを約束した。
その後、衝角団の南海艦隊支部にさらわれたというナリム・ソユを救出し、竹林村へ戻ると衝角団による襲撃が始まってしまう。加えて自警団の動向を裏で流していたのは竹林村の村長カフカ・デギだった。しかし、彼をそそのかし真に衝角団と結託していたのはナリム・ソユであった。彼女はギーン・ウロルと共にカフカ・デギを殺め、村から逃亡し姿を消す。
主人公は、ジン・ヴァレルの後を追うべく、ドリン・テンプウの友人であるハンス・シーラン将軍がいる大砂漠へ向かった。

#### 2幕 砂漠の黒き痕跡
ハンス・シーラン将軍がいる孤独の村へ縮地で降り立つと、村は邪魔教と邪魔教総支部長のギファンによって襲撃を受けている所だった。幻影草の毒を吸ってしまった将軍の手助けをしている途中、謎の村人ギルマンと出会い、邪魔教の捕虜になっていたソサ・ヨナを救出する。彼女は盗賊集団「緑林徒」の副頭領で、武神の秘宝を盗むべく、武神伝の地図を持つという邪魔教に足を運び捕虜になってしまったらしい。武神伝には、武神の秘法を探す方法が詳しく書かれているのだという。
途中、奇縁絶壁で対面した天下双勢の二人と再会。彼らは八部器才と共に天下四絶の一人「武神チャド・ジンケン」を捜していると語った。武神は千年前に魔皇と共に封印されたはずだが、カムイ・マトウの占いで「武神が大砂漠にて復活する」という予言がされていた。彼らと別れたのち、主人公はクルム王国朝廷から来た監察隊長チタ・ジーナと出会う。幻影草密輸を調査に来ていた彼女は、アーク王妃から別件の密命を受けており、元クルム王国朝廷の文官であるギファンが盗み出した武神盤と武神伝の地図を探していた。
ハンス・シーラン将軍と共に邪魔教総支部に攻め入るも、先行していた聖君堂大巫女であるベームが命を落としてしまう。ハンス・シーランとベームは共に想いを寄せていたが、互いの立場からそれを打ち明けられないでいた。そして、主人公は支部を襲撃したジン・ヴァレルの一味と遭遇。ヴァレルはギファンから武神盤を奪い、墨華の傷に苦しむ主人公を捨て置いて、姿を消した。
その後、自暴自棄になったハンス・シーランを憐れんでいた謎の老人青雲から、ユッシ家の集落にいる白雲という医者を紹介され、墨華の傷を癒すべく主人公は炎天の大地へ向かった。
ユッシ家の集落では、気難しい老人の白雲と孤児のシンシンと出会う。またムソンがこの集落の出身であることを耳にし、彼の家を訪れるとムソンの幼馴染であるミーリョンから、クルム王国将軍マド・ヨーガンに殺されたムソンの両親の遺骨を弔って欲しいと依頼される。しかし、遺骨を弔ったことに気づいたマド・ヨーガン軍がミーリョンを拉致。主人公が拠点に乗り込んで彼女を救出するも、報復を恐れたユッシ家の人々にミーリョンが暴行を受けてしまう。ユッシ家の人々に罵倒され、墨華の傷による心魔に侵された主人公は一時的に正気を失い、ユッシ家の人々に武功を振るって怪我を負わせてしまう。
その後、主人公を捜していたマド・ヨーガン将軍の元を訪れると、ユッシ家の人々の命を盾に、武神の秘宝を探す手伝いを強要されることになる。幻影草の密輸で邪魔教と関わりのあったマド・ヨーガンは武神伝を手に入れていたが、何者かによってそれを盗まれてしまった。将軍に雇われたお宝ハンタージン・ハズキと共に、武神伝を盗んだ犯人ソサ・ヨナの後を追って、渡門旅館へと向かう。
渡門旅館では、武神の秘宝を探している娯楽党党首ダン・ロアナと渡門旅館の女将エル・カレンと出会う。ソサ・ヨナの持つ武神伝をエル・カレンが読み解くと武神の秘宝は武神陵という場所にあり、武神三元老の白雲禅師に会うようにと書かれていた。白雲禅師は仙界の神仙で、武神が隠した神功を取り戻し新しい者に伝えるため、現世に留まっていたのだ。そして白雲は武神の秘宝を手に入れれば、ジン・ヴァレルにも対抗できると語る。主人公は師匠の復讐とユッシ家の人々の命を天秤にかけ揺れていた。
武神陵に向かう手立てを探るため、主人公は銀鳥牌・金鳥牌を求めて奔走する。双鳥を得た者は、武神の翼＝霊獣である天鳥の導きで武神陵へ飛び立てるのだという。そしてその翼に命を吹き込めるのは武神の血だけであった。突如として現れたムソンにソサ・ヨナが襲われ、不意に落ちた武神盤の盤面はソサ・ヨナを指す。彼女がまごう事なき武神の子孫であったのだ。
再びムソンに拐われたソサ・ヨナの後を追うと、彼女は濁気によって操られていた。武神の翼に導かれ武神陵へと辿り着くも、主人公は不意を突かれて操られたソサ・ヨナに刺されてしまう。倒れ伏す主人公に再び謎の女性の声が響き、目を覚ますと傷は無くなっていた。後を追ってきた武神三元老たちは、仙界の庇護だと言った。
武神陵の最奥でムソンとの決闘に打ち勝つも、濁気に侵されたソサ・ヨナは魔物になりかけていた。白雲禅師は主人公に「生きて復讐の道を行くか、死んでホン門の道を行くか選べ」と迫る。死に至る墨華の傷も治せずジン・ヴァレルを倒す力も得られないが、主人公は武神の秘宝を使いソサ・ヨナを救うことを決断する。神功が新たな人間へと渡ったことから役目を終えた武神三元老と別れ、二人は武神陵から脱出する。
一方、秘宝を奪いに来ていたマド・ヨーガン軍は、突如として現れたジン・ヴァレルに薙ぎ払われていた。逃亡したムソンは、姉カリンの仇であるマド・ヨーガンのもとへ転がり出るが、マド・ヨーガンはジン・ヴァレルの手によってあっけなく命を落とす。武神の子孫を殺すという命に背いていたムソンは、ジン・ヴァレルにさらなる魔功を注がれ異形の体となって姿を消す。
事態が収束したのち、エル・カレンはようやく見つけた姪ソサ・ヨナを立派に育てることを明かし、ダン・ロアナも娯楽党を再編すべく去っていった。ジン・ハズキに酒席へ誘われ渡門旅館へ向かうと、久々に八部器才のカムイ・マトウと再会する。マトウは、大砂漠で復活するという武神は見つけられなかったが、新たな占いで天下四絶の一人、幻鬼イスク・サンウンが水月平原に現れたと語る。
さらに症状が重くなっていた墨華の傷を、イスク・サンウンの神功で治してもらうべく、主人公はパラム帝国領水月平原の霊燐村へと向かった。
一方その頃、行方をくらましていた自分の目付け役ギルマンに、ソサ・ヨナは己が武神の子孫であったこと、結果的に武神の神功を授かったことを自慢する。それを聴いたギルマンは哄笑を上げて自身の正体を表す。彼こそが武神チャド・ジンケンであった。武神はソサ・ヨナを拐い、ユ・ランと共に姿を消す。

#### 3幕 東方より出づる剣風
龍脈に乗って水月平原の霊燐峰へ向かうが、龍脈が乱れて時間を遡ってしまい、16年前の霊燐村へ辿り着く。霊燐村はパラム帝国大師による襲撃を受けており、霊燐族と帝国軍による激しい戦いが繰り広げられていた。帝国軍はイスク・サンウンを探していたが、彼はすでに村から姿を消していた。
燃やされた家屋から住民を救出しようとするも、クナ・アンジという女性はその場で事切れてしまった。彼女の息子イルシムを連れて村長であるユッシ・デオルと合流。霊燐峰の龍脈から元の時代に戻ろうとしたところ、現れたパラム帝国大師ジン・ヴァレルによって、霊燐族は虐殺されてしまう。墨華の傷を見て、いずれ主人公と出会うことになると知ったジン・ヴァレルは笑みを浮かべて姿を消した。
龍脈から元の時代に戻ると、ユッシ・デオルとイルシムと再会する。霊燐村の住人は、天命祭に使う霊石採取のため、帝国軍に労働力として接収され、霊石鉱山で奴隷のように働かされていた。加えて、病人から老人、子供までもが強制労働を強いられそうになっていた。さらに霊燐村の龍脈は絶脈のくいによって閉じ、交易路は帝国軍に包囲され、どこにもいけない閉ざされた場所となっていた。
帝国の圧政に苦しむ霊燐族は、パラム帝国からの独立のため密かに月光会という独立運動の組織を編成していた。しかし、月光会は裏切り者の存在に揺れ、村長のユッシ・デオルは帝国軍から狙われていた。誰よりも霊燐族の解放を願い、村長に次いで住人からの期待を受けていたイルシムは敬天盟主という人物に会うべく、主人公と共に樹海村にあるイスク・サンウンの家へ飛ぶ。
家の中には幻鬼イスク・サンウン本人と、赤い衣を纏った謎の女性マリナがいた。16年前の帝国軍による虐殺をイスク・サンウンのせいだと思っているイルシムは、恨み言を吐き捨てながら去っていく。主人公の来訪を占いで既に知っていたイスク・サンウンは、敬天盟に所属するマリナを助けるようにと助言する。敬天盟はパラム帝国に反旗を翻すために水月平原の各種族と同盟を結ぼうとしている組織だった。だが、帝国軍を引き連れたユ・ランによって敬天盟の盟主は傷を負って行方不明なのだという。さらには敬天盟主の首に懸賞金がかけられ、樹海村には盟主を狙う懸賞金ハンターたちが押し寄せていた。
主人公は仲間を帝国軍に殺され深い傷を負ったマリナに、盟主と同等の権限を持つ敬天牌を託される。イスク・サンウンは、敬天盟に手を貸し水月平原の種族と同盟を結ぶ傍ら、各種族が崇める霊獣と出会い、彼らから精気を貰って墨華の傷を克服するようにと命じた。
狼の平原に暮らすアンシー族は獣神を崇めていた。しかし、獣神は30年前に濁気に侵され眠りから目覚めては暴れるのだという。突然眠りから覚めた獣神を鎮めるためにアンシー族に手を貸し、主人公は再び眠りについた獣神から精気を授かり、シーフォンらと同盟を結んだ。
その次は風豚会という農業を営む組織と同盟を結ぶはずだったが、風豚会の会長は行方不明となっていた。風豚会と仲たがいをしているポルコロッソ族と人間の間を取り持つため、霊獣ポルコ・クワットが会長と会談をしていたが、帝国軍に見つかり2人とも捕らわれてしまったのだという。帝国軍から拷問を受け、瀕死となっていたポルコ・クワットは、なぜか主人公と面識があるようだった。彼から精気を受け取るも、海岸から略奪を行う衝角団に悩まされていた風豚会は帝国軍と手を組むことを選び、同盟を結ぶことはできなかった。
盟主の護衛武人である紅花隊の一人が瀕死であるとの一報を受け、衝角団にさらわれた医者を連れ戻すことになる。その合間にイルシムが帝国軍のスパイではないか？という疑問が持ち上がったが、主人公は帝国軍を憎み霊燐族の解放を望むイルシムがスパイだとは思えなかった。衝角団東海艦隊支部へ向かうと、そこには重症を負ったギーン・ウロルがいた。
ギーン・ウロルによると、竹林村を焼きナリム・ソユと共に姿を消したあと、海上でジン・ヴァレル一味の襲撃を受け、ソユを連れ去られてしまったのだという。ジン・ヴァレルはソユに「皇后にしてやる」と言っていた。その後、帝国の首都「江流都」で任務にあたっていた盟主の護衛隊長ジャン・バイドが、盟主が姿を消したとの報を聞いて合流するらしく、彼の迎えを頼まれる。
敬天牌を託したマリナという人物を確かめに行くと言うジャン・バイドと別れ、霊燐族と敬天盟主が会合を行う大漁房本部へと向かう。なぜか霊燐族代表イルシム側の要望によって、直前に会合の場所が変更されていた。急ぎそちらへ向かうと、薄暗い倉庫にはイルシムと影武者の敬天盟主、そしてジン・ヴァレル一味がいた。イルシムは帝国軍のスパイだった。本物の盟主を連れてくることには失敗したが、「次はイスク・サンウンを連れてくる」と息巻くイルシムに、ヴァレルは「お前なら必ず幻鬼を連れてくることができる」と言う。影武者の敬天盟主の後を看取り、主人公は水蛙大王と悪鮫天王との同盟に向かった。
水蛙族は内部分裂を起こして内紛の渦中であったが、彼らに手を貸したのち、水蛙大王は内紛を収めて同盟を検討すると答えてくれた。悪鮫天王のもとへ向かうと、彼らは「悪鬼都市」という濁気と魔物に溢れた都市から関門を築いて土地を守っていた。悪鬼都市はかつて東方大陸の首都であったシントという都市で、30年前に何かが起きたせいで、このような場所になってしまったのだという。
そして悪鮫天王と共にクルム王国左将軍ドリン・ユンの亡霊を退ける。ドリン・ユンの部隊はシントから水月平原全体に濁気が広がらぬように孤軍奮闘を続け、死した後も未練を残し亡霊として彷徨っていたのだった。ドリン・ユンの感情から過去の時間を手繰り、主人公は30年前のシントへ向かった。
シントはクルム王国皇帝の兄ベルグ・コウソウが領主となって収めていた土地である。コウソウは自身の弟ベルグ・カンオウが皇帝に選ばれたことを受け入れていなかった。王室後宮に出入りしていたユ・ランという遊女が彼をそそのかし、「天命祭」という天が王を選ぶ祭祀を実行させたのだ。天人の血、つまり王家の血筋である妹ベルグ・セツギ王女も生贄に捧げられ、命を落とした。
濁気に侵されていた住人の対応に当たっていた30年前のドリン・ユンは、都市の門を閉め濁気に染まった住人を殺し、さらには自身の妻にも手をかけた。しかし、かつて護衛武人をしていたベルグ・セツギ王女のもとに辿り着く前に、濁気に侵されたドリン・ユンは盟友である悪鮫天王の手で葬られた。
その後、魔物で溢れるシントに天下四絶が現着し、類まれな武功で魔族を退けていく。その最中、剣仙ピウォルは帰天剣が指し示す先に、瓦礫に埋まった少女がいるのを発見する。少女の濁気を鎮めると、彼女は小さな声で「ジン・ヴァレル」と名乗った。
元の時間に戻った主人公は、悪鮫老将ティアク・ソアックらから精気を貰い、イスク・サンウンのもとに向かうと彼はユ・ランの襲撃を受けていた。ユ・ランは「息子を助けたくば、霊燐峰に来い」と言い残す。イスク・サンウンは主人公からあらましを聞き、初めてイルシムが己の息子であることを知る。
「息子を必ず助ける」と息巻く幻鬼と共に樹海村へ戻ると、先日に出会ったマリナという人物が、自分こそが真の敬天盟主グレン・マリナであると明かしてくれた。その後、同盟の返答が芳しくないことから、攻勢に出るべきであると帝国軍の背後をつく作戦が考案されるも、敬天盟の本拠地が帝国軍の襲撃にあってしまう。そして、シントで出会ったドリン・ユン将軍の息子である副盟主のドリン・ユハンと共に敬天盟の裏切り者ウーギンの後を追う。
帝国軍の勢力を削る途中、主人公は不意を突かれて拘束されてしまう。その場にはもう一人の裏切り者ドリン・ユハンがいた。ユハンは、水月平原の総督となることを条件に帝国軍に盟主の身柄を引き渡そうとしていた。万事休すに思われた時、水月平原で同盟に応じてくれた種族たちが帝国軍の駐屯地を襲撃。月光会を含め水月平原の解放を願う種族が一堂に会し、戦っていた。
ドリン・ユハンの育ての親でもあるクルム大陸軍将軍のダホ・サイゴは、ユハンの裏切りに失望し彼の計略に嵌められそうになっていたことを明かす。そして急ぎ、援軍を呼ぶ大龍脈を開こうとしている幻鬼とマリナのもとへ向かう。しかし大龍脈は罠だった。敵の援軍のみならず、ユ・ランが現れる。そして、グレン・マリナがパラム帝国の皇女であることが明かされた。帝国に反旗を翻す組織の長が帝国の皇女であることをユハンが糾弾するも、ユ・ランの手によって魔物へと変貌させられる。そして喝魔王へと姿を変えたユ・ランと戦闘になり、辛くも勝利した矢先、イスク・サンウンがイルシムによって刺され命を落としてしまう。
龍脈からジン・ヴァレルも現れ、イルシムの短刀は帰天剣へと姿を変える。霊燐族の解放を約束していたイルシムは、復讐を果たし、喜び勇みながら霊燐村へと走る。しかし村の住民はヴァレルによって魔物に変えられていた。村長ユッシ・デオルは「イスク・サンウンがお前の父であり、彼を捜しそして大事にするんだ」と言い残し、魔物に変貌する前に自決を選ぶ。嘆き絶望するイルシムを、変わり果てた姿の霊燐族が取り囲み襲い掛かった。
主人公はグレン・マリナをパラム皇宮へ連れ戻そうとするジン・ヴァレルと戦闘になるもあえなく敗北し、マリナは連れ去らわれてしまう。失望したヴァレルは「お前は器ではなかった」と言い捨て、姿を消す。
墨華の傷に呻き臥せっていた主人公の前に、最後の天下四絶である武神チャド・ジンケンが現れる。そして墨華の傷が強すぎるせいで、このままでは魔族になってしまうと言う。武神は、「ホン門への道に背いても、ジン・ヴァレルへの復讐を望むか」と問う。主人公の前には、ヨラク、キルホ、ジニー、ユウ、ホン・ドウゲンの幻影が現れ、必死に止めていた。彼らの幻影を振り払って武神と盟約を結び、墨華の傷を魔功へと昇華する。ホン門の道を捨て、復讐を選んだ主人公は魔道の道を歩むことになる。

## 登場人物

### プレイヤー
本作の主人公。南方大陸の南端に位置したムイル峰にあるホン門派で、先輩たちと一緒に武功の修練をしていた。本編開始時には、ホン門派の正式な弟子として認められ、ホン門神功の継承者として選ばれていた。
ジン・ヴァレルによる襲撃を受けた後は、ムイル峰の変事に気づいた竹林村のドリン・テンプウに救出され、ナリム・ソユにより介抱される。その後、ジン・ヴァレルに受けた墨華の傷を抱えながら、復讐と信念の狭間で葛藤を抱えながら荒野を往くこととなる。
ホン門派に入るまでの記憶を失っており、以前は今とは全く違う姿をしていた可能性も示唆されている。

### ジン・ヴァレル
白い肌に深い闇のような髪をもつ、西方大陸出身のクン族の女性。本編では、パラム帝国大師や墨華先生とも呼ばれている。
かつて、武神チャド・ジンケンの陰謀にはめられ、師匠であるピウォルを亡くし、自身も過酷な運命に翻弄されたことから、魔皇の代理人として復活し、復讐のため天下四絶が築いた千年の平和と世界の破壊を目論むようになる。
元々は、西方大陸に住む若い貴族の夫婦が、天乾樹の時期女王となるはずだった赤子を盗んで「ヴァレル」と名付け育てた。
その後、ベルグ・ムジョウによって西方大陸が濁気に覆われ西落となり、避難民として東方大陸まで流れて奴隷として生きてきたが、今度はベルグ・コウソウの企みによってシントは悪鬼都市に変わり、ヴァレルも濁気に侵されてしまった。
シント制圧に居合わせた剣仙ピウォルに拾われて弟子となり、白青山脈にて剣術を学ぶ。白青派のコンマと懇意になったり、判官ジン・タイヘイの奴隷であったソサ・ヤンサの窮地を助けたりなど、正義感に溢れた真摯な性格であった。
だが、ピウォルの持つ帰天剣を狙った武神チャド・ジンケンの陰謀にはめられ、ピウォルは命を落とし、またヴァレルも師匠殺害の容疑をかけられたまま、崖から転落してしまう。
その後、魂輪派の本拠である魂輪絶壁に流れ着き、懐いてきたソーン・ジュリアと姉妹のような時間を過ごすが、ピウォル峰での事件が魂輪派の耳に入り、糾弾される。仁義も善も正しく成されず、弱者が虐げられ、陰謀の耐えない世に絶望し、復讐を誘う魔皇の声に応えた時、魔皇の代理人として覚醒した。

### 天下四絶
神功を持つ、不老長生の武人たち。魔皇の降臨に対抗するために、天の神託を受けて戦う宿命を背負う者でもある。その力故に"俗世とは縁を結んではならない"という掟があった。

#### 力王ホン・ドウゲン
ホン門派の門主であり、主人公の師匠。普段は柔和なリン族の老人だが、力を開放すると巨躯の大男となり凄まじい力を放つ。ピウォルが亡くなった後、彼女の帰天剣を保管していたが、ジン・ヴァレルに弟子を人質に取られ、帰天剣を差し出し命を落とした。

#### 剣仙ピウォル
美しいクン族の女性。次元を切り裂くという帰天剣の持ち主。濁気により悪鬼都市と化してしまったシントの街で、幼いジン・ヴァレルを見つけ、己の弟子にした。
ヴァレルが度々、奴隷であったソサ・ヤンサを助けようとするため、俗世に干渉してはいけないと説き伏せていたが、判官ジン・タイヘイの策謀に嵌められたヴァレルを救出する際、民間人に己の力を振るってしまう。
己も俗世に関わってしまった責任を取るため、ヴァレルに帰天剣と神功を授け彼女の濁気を消し去さろうとしたが、その不意をついたチャド・ジンケンに襲われる。
度重なる悲劇に内功が乱れていたヴァレルは喋ることができなくなっており、また途中から合流したイスク・サンウンとホン・ドウゲンはヴァレルが濁気に侵されていたことを知っているため、チャド・ジンケンの「濁気で錯乱したヴァレルがピウォルを襲って、帰天剣を奪おうとした」という嘘を信じてしまった。
切れ切れに弁明しようとするヴァレルを口封じするため、チャド・ジンケンが手を振り下ろした時、まだ意識のあったピウォルが彼女を庇って命を落としてしまう。

#### 幻鬼イスク・サンウン
陽気な性格のリン族の老人。16年ほど前、ピウォル峰での事件のあと、帰天剣による内傷を負い東方大陸のリン族の村である霊燐村近くで倒れていた所をクナ・アンジに救われた。イスク・サンウンの陽気な性格は、霊燐村の住人ともすぐに打ち解け、孤児であり愛情に飢えていたクナ・アンジは彼に思いを寄せるようになる。その後、イスク・サンウンは魔族が己を狙っていることに気づき村を出たが、彼はクナ・アンジが自身の子を身ごもっていることを知らなかった。
そしてパラム帝国を手中に収めたジン・ヴァレルがイスク・サンウンを追い、霊燐村を襲撃したことでクナ・アンジは命を落とし、その後霊燐村の住民たちも帝国の圧政に苦しむようになる。
息子であるイルシムは霊燐村の中で、父親のいない子・嫁入り前の娘が産んだ子と蔑まれながら育った。そのうちイスク・サンウンという人物が母や父親代わりのユッシ・デオルと自分を苦しめているのだと思い込むようになる。

#### 武神チャド・ジンケン
ナル国の王族であり大将軍の男性。大砂漠の武運村チャド家が、武神の家門である。
類まれな武功を持ち、人々から｢武神｣と称えられた人物であったが、ナル国王室ながら庶子の出自であり、兄弟たちからは疎まれていた。闇に対抗できる者を探していた白雲、青雲、赤雲たち「三元老」に見込まれ、天下四絶となる。文武両道かつ、聡明で思慮深く、謙虚な性格をしていた。
その後、イスク・サンウンに誘われていった満月館にて、最上位の芸姑であったユ・ランと出会い、恋仲となる。
チャド・ジンケンは魔皇との決戦に際し、三元老の助けを借りて「武神陵」を作る。彼はそこに自分の血筋だけが自分の神功を得ることができるように装置を作った後、神功を封印した。自身の血筋を見つける機能を持つ道具を「武神盤」と名付け、チャド・ジンケンの神功は「武神の秘宝」という名前で口伝されるようになった。
しかし、天下四絶は魔皇と壮絶な戦いを繰り広げたが撃破には至らず、チャド・ジンケンごと魔皇を封印することになった。
封印され魔皇と同化した際、武神は自分の体に流れ込んでくる魔皇の濁気に抵抗できなかった。チャド・ジンケンは幼い頃から庶子出身と蔑まれ、兄弟たちの陰謀により大罪人にされたこともあった。その怒りは彼の中で消えていなかったのだ。武神は濁気を自分の魔功に昇華させ、魔功の極意である極魔体の境地に到達した。極魔の境地に到達すれば、自分の濁気を完全に隠すことができた。
ユ・ランがベルグ・コウソウを唆して起こさせた30年前のシントでの天命祭で現世へと復活。
武神はシントの状況を収拾するために駆けつけた天下四絶のピウォル、ホン・ドウゲン、イスク・サンウンと再会し、彼らと共に魔族を殲滅する姿を見せた。天下四絶は彼を疑わなかった。むしろ久しぶりに会った仲間の姿に特にイスク・サンウンはとても喜んでいた。しかし、彼との再会は、世界の混沌の始まりだった。
かつて「花が枯れても、また美しい姿で野に咲くから」という理由でタンポポの花を好んでおり、ユ・ランにもタンポポの綿毛を模したかんざしを贈っていた。

### ホン門派

#### ムソン
ホン門派の門徒で主人公の兄弟子。本名はユッシ・ムソンで、大砂漠にあるユッシ家の集落出身。ある日クルムの悪徳将軍マド・ヨーガンのもとに、姉カリンが差し出されてしまう。将軍を拒絶したカリンは家族だけは助けてほしいと自害。彼女の婚約者メイハーはマド・ヨーガン軍発掘地に連行され過酷な労働の上に死亡。
姉を自決に追い込んだ将軍に激怒し、単身マド・ヨーガン軍に乗り込んだムソンは兵士を一人殺害し逃亡。その後、集落へと現れたマド・ヨーガン軍がムソンの両親を殺害し、野ざらしにする。ユッシ家の人々はマド・ヨーガンを恐れ、ムソンの両親の遺体を見て見ぬふりした。さらに、姉カリンを将軍に差し出したのは、将軍の金と権力に目がくらんだ村長とメイハーの父によるものだった。
その後、マド・ヨーガン軍から逃げ切ったムソンはホン・ドウゲンに拾われ、復讐のため武功の修練に明け暮れるようになる。
ムソンは、ある日緑明村で謎の女2人組に出会い、ホン・ドウゲンに砒霜（ひそう。ヒ素）を盛るように渡される。葛藤するムソンであったが、師匠がヨラクとの密談で、まだ正式な弟子にすらなっていない主人公にホン門神功を授けるという会話を聞いてしまう。
思わず母屋に飛び込んで師匠に何故と問うが、ホン・ドウゲンは「復讐のための力は真の力ではない」と答えるだけだった。
師匠からは自分の望んだものは与えられないと考えたムソンはホン・ドウゲンを裏切り、ジン・ヴァレルと共に暗躍するようになる。
大砂漠では、武神の子孫を殺せというジン・ヴァレルの命に背き、ホン門神功の代わりとして武神の秘宝を狙うが、主人公の手により失敗。その後、ジン・ヴァレルの手で多量の濁気を注がれ、命を落としたかに見えたが、破天成都で烏魔王として復活し主人公の前に立ちはだかる。
主人公に敗北した後は、ホン門神功によって濁気を浄化され、姉カリンの魂と再会した。

#### ヨラク
ホン門派の一番弟子である巨躯のゴン族男性。巨大な戦斧を豪快に扱い、冷静沈着で包容力があり、師であるホン・ドウゲンからの信頼も厚い。

#### ジニー
ホン門派の紅一点ジン族の女性。気が強く、しっかり者で、キルホ・ユウ・主人公ら怠け者たちを毎朝起こしにきていた。ムソンに思いを寄せていた様子。ホン門派の中では唯一、主人公以外に幻体のピウォルの姿を捉えていた。料理がマズいらしい。

#### キルホ
自堕落なジン族の男性。ホン門派の弟子の中で自分だけが特徴がなく、影が薄い＆顔を覚えてもらえないというのを気にしていた。元々はパラムとクルムの堺にある村の出身で、風雲戦争が起きたことで村を離れ、家族と避難することになった。しかし、キルホの両親は6人兄弟の中でキルホを忘れたまま村を発ってしまい、放浪の末にホン門派に入門した。料理が上手く、ムイル峰にいる家畜は彼が面倒を見ている。色んな地方の方言を知っている上、都の言葉使いもできる。

#### ユウ
小柄で闊達なリン族の少年。出身は緑明村。小さい体だが強欲で好奇心旺盛。ムイル峰にある武器の中で、扱えない武器はないと言われるほど万能。が、逆に一番うまくできるものがないという、器用貧乏なところがある。
ジン・ヴァレル一味の襲撃のあと、濁気による傷を受け魔物になるくらいならと自害しようとしていたが、竹林村に現れたというホン門派の人間を探していた。半月ほどしてようやく主人公を発見。まだ基本的な武功の修練を教わっていなかった主人公の師範となり、一月弱ほどの期間を共に過ごした。濁気に侵されていた間、歯を食いしばりながらも毅然とした様子を崩さなかった。最後は、主人公にホン門の道を見つけるように思いを託し、師匠から教わっていた帰天術を用いて、魂だけはあるべき場所へと還った。

### 八部器才
武林盟と渾天教、二つの勢力からなる天下無双の達人たち。元々、天下双勢は敵味方にわかれて対立する存在だった。しかし魔皇降臨の時が近づき、一部の長老たちは、荒野を救うため敵味方の枠を越え八大門派の力を合わせることにした。こうして八部器才は結成された。彼らの任務は魔皇に立ち向かうために天下四絶か、それにかかわる器を探し出すことだった。また彼らは使命のために犠牲となることも運命づけられていた。

#### 北斗剣聖コンマ
白青派に所属する剣術士の男性。少年期はジン・ヴァレルと交友があり、ピウォル殺害の容疑をかけられた彼女を最後までかばっていたが、そもそも白青派はピウォルに教えを乞いても弟子にすらなれなかった武人たちが結成した門派であり、元々ヴァレルをよく思っていない者が多かった。魔皇の代理人となったヴァレルは、コンマ以外の門徒をすべて殺し、残されたコンマは八部器才となることを決意した。

#### 南島拳虎テワン
南島派の拳闘士の男性。

#### 破輪星ジンウン
破棍派に所属する盲目の滅砕士の男性。かつてジン・ヴァレルの手勢に攻め入られた際、濁気に侵された妻が自身の赤子をなぶり殺す様を何度も悪夢で見てしまい、悪夢の焼き付いた己の眼球をえぐり出した。

#### 闇鬼カンギ・ミョウゲツ
黒死門に所属する暗殺者の女性。かつて、悪漢に襲われた時ジン・ヴァレルが居合わせるが、濁気に侵された母親に襲われ己の手で母親を殺してしまう。カンギ・ショウゲツという心優しい姉がいる。

#### 砲弾士イソ・オラク
砲弾寺に所属する銃撃士の男性。

#### 気功至天コンミョン
到玄門に所属する魔道士の女性。妾の子として、八部器才になるために生まれてきた。ナムグン・ソンジェという弟がいる。

#### 黒風術士カムイ・マトウ
明幻派に所属する占い師のリン族男性。占いが当たらないという評判だが、実は予言された日より数日ずれているだけで、占い自体は必ず当たっていた。彼の父親は、数日ずれるのは予言に備える期間を設けるためであると、彼を励ましていた。

#### 黒風扇舞ソーン・ジュリア
魂輪派の最後の継承者である女性。幼少期、魂輪絶壁に流れ着いたヴァレルに懐き、姉のように慕うが、魔皇の代理人として目覚めた彼女に門徒や父親を殺され、魂輪派は滅びた。
復讐を誓い八部器才となるも、自分たちの力だけでジン・ヴァレルを撃破できると考えた八部器才は彼女に敗北し、彼らを逃がすためにジュリアは犠牲となり命を落とした。
その際に、黒髪長髪だった髪が白髪となり、髪をジン・ヴァレルに切り払われ、以前とは全く異なった姿で黒龍教の手により黒風魔女として復活することになる。

### 衝角団（しょうかくだん）
周辺の四大陸と内外の海を移動し、略奪を行う海賊集団。はじめはただの海賊団に過ぎなかったが、クルム王国の力が衰えていった時期に黒い軍艦を率いたテツ・ブカイがバラバラだった海賊を一つにまとめ、衝角団と呼び、四大陸に悪名を轟かせ始めた。
略奪や人身売買、密輸など、あくどいことは何でもやり、大陸の外道集団と手を組んで陸地に勢力を広げるなど、四大陸の邪悪な輩を取り込む仲介役もしていた。
能力がある者には出身を問わず役職を与えられたため、腐りきった政治に幻滅していた者はこぞって衝角団へと志願した。南方大陸の斎龍林には、ギーン・ウロルが支部長を務める南海艦隊支部が、東方大陸の水月平原にはヘンリ・ムジンが艦隊長を務める東海艦隊支部がある。

#### テツ・ブカイ
衝角団提督。アーク王妃に騙され、己の妻を犠牲にしてしまったために、クルム王国へ反旗を翻すために、衝角団を結成した。
過去、アーク王妃による「斉天儀」を信じて、家族を仙界へと送ったが、幻鬼イスク・サンウンの占いを通して、家族が仙界ではなく冥界へと送られていたことを知る。アーク王妃を問い詰めようとしても、すでに彼女はクルム王国の権力の中心となっており、皇帝を始め官僚さえも誰も耳を傾けてくれなかった。
結成した衝角団は徹底的な実力主義組織として運営し、天下双勢の武人や堕落した政治に嫌気がさした実力者が多数集まった。東海艦隊の艦隊長には知己のヘンリ・ムジンが、ギーン・バンガ、ギーン・シーラ、ギーン・ウロルらは南海艦隊の支部長および幹部を引き受けた。
その後、西落へと渡った主人公を利用し、武神と共謀して西天都を襲撃。帰天剣の力を用いて冥界へと向かい、妻ジルスを取り戻す。しかし、彼女は妻に扮したユ・ランであった。打倒クルム王国を諦めていないテツ・ブカイにユ・ランは太天王領という場所に古代ナル国の力が眠っていると情報を流す。そこはかつて、ナル国時代に太天王が密かに強力な法機と私兵を蓄え、王になる野望を企てていた土地だった。
その後、黄昏の聖殿に眠る力を解き放ち、太天冥王となったテツ・ブカイを主人公が討ち果たす。敗北を期したテツ・ブカイの前にユ・ランが現れ、自身が妻に化けていたことを明かす。己が武神に利用され、妻すらも取り戻せていなかったことを知り、また復讐に囚われ多くの者を巻き込んだことから、最後は己の拳銃で自決した。その後、遺言書でヘンリ・ムジンに衝角団提督を託すという言葉を残した。

#### ドング・ジニア
衝角団提督艦隊の乗員。幼少期、赤い色の瞳が原因で、邪魔教の老人に胸に傷をつけられ、魔神への生贄として海に落とされた所を、テツ・ブカイに救われる。
復讐に取りつかれた提督を憂い、主人公に彼を止めてほしいと依頼する。

### 衝角団東海艦隊

#### ヘンリ・ムジン
水月平原にある衝角団東海艦隊支部の艦隊長。浅黒い肌をした巨漢の豪傑。
荒れ果てたある村を通りかかっていたヘンリ・ムジンは、片目から血を流し、泣いている赤子を見つけ保護した。一瞬の同情だったのか、どのような感情で心が動いたのかは自分でもわからないまま、その子を自分の孫にすることを決心する。名前を付けるために何日も悩んだが、無数の砲弾からも生き残る強い花「ポー・ファラン」と名付けた。
しかしポー・ファランは病気がちで命を落としかけた。ヘンリ・ムジンはかつて自分の孫も同様の状況に置かれていたが、黒龍教と手を組むのを拒んだために、救うことができなかった。
今度こそ己の大切なものを生かすため、黒龍教と手を組み、魔皇復活の器となることを条件に墨華の傷を受け入れた。結局、荒野随一の武功を持つヘンリ・ムジンですら、墨華の傷に耐えられなくなっていたが、まさにその時、ホン門派の英雄が彼のもとを訪ねてきた。

#### ポー・ファラン
衝角団東海艦隊支部の補給基地管理官である白黒のツインテールの少女。2匹の虎をこよなく愛し、華奢な体躯ながらガトリングガンを携えている。ヘンリ・ムジンを「おじいちゃん」と呼び、慕っている。食べ物の好き嫌いが激しいらしい。
また、一人称が「僕」であることや、胸や体型が華奢すぎるせいか、末端の団員から女と男どちらなのかと疑問を抱かれている。

#### テム・シャング
衝角団東海艦隊の厨房長。元は料理が好きな庶民の村娘だったが、村を襲いに来た衝角団にさらわれてしまう。その際、マク・ソウボが手に入れてきた貴重な鉄甲ザメが、おざなりに調理されそうになっていた所に待ったをかけ、サメを使った料理を振る舞った所、皆に好評を受ける。マク・ソウボに料理人になってくれと誘われ、衝角団の料理番となった。

#### マク・ソウボ
衝角団東海艦隊の内務班長。皆の兄貴分のような存在。ポー・ファランをお嬢と呼んでいる。

### 衝角団南海艦隊

#### ギーン・ウロル
斎龍林にある衝角団南海艦隊支部の支部長。ギーン三兄弟の長男。ナリム・ソユに「クルムの王女のような贅沢な暮らしをさせてやる」と約束し、共謀して竹林村を襲撃した。

#### ギーン・シーラ
南海艦隊船団長の隻眼の女性。

#### ギーン・バンガ
南海艦隊支部の副支部長。モヒカン頭で巨漢の大男。

### 黒猫海賊団

#### レン・ファリン
黒猫海賊団船長にして、ポー・ファランの姉。かつて両親を失い、唯一の肉親である妹ポー・ファランを守ると誓いを立てていたが、砲台の中に隠していたポー・ファランをヘンリ・ムジンが見つけて連れていってしまい、それからずっと彼女を捜していた。
その後、衝角団が無法者の島で開催する衝角比武祭に乱入し、ポー・ファランを連れて帰ろうとするも、彼女に拒絶されてしまう。以降、彼女の気を引こうとちょこちょこと現れる。
黒猫海賊団には、レザン・クルプニカ・ココメロという猫の団員がいる。

### 緑林徒（りょくりんと）
ソサ・ヤンサが作り上げた山賊組織。巷では盗賊集団とも言われている。元々は義賊であったが、ソサ・ヤンサが行方不明になったあとならず者集団になってしまった。海賊である衝角団とは基本的に仲が悪い。また、斎龍林で度々遭遇する黒龍斉は緑林徒の地方組織にあたる。

#### ソサ・ヤンサ
緑林徒大頭領で、ソサ・ヨナの養父。巨体の男性で、ダン・ロアナと懇意の関係だったが、女性経験はないらしい。偶然エル・サランが命を落とす場面に居合わせ、ヨナを引き取り、娘として育てた。
かつてジン・ハズキの父である判官ジン・タイヘイの奴隷であり、ジン・ヴァレルに助けられることもあった。

#### ソサ・ヨナ
大砂漠で出会う緑林徒副頭領の少女。父の後を継ぎ緑林徒大頭領として認められるために、武神の秘宝を求めていると語る。
しかし、ホン門神功を得られなかったムソンが、武神の子孫を殺せというジン・ヴァレルの命令に逆らい、武神の神功を得るためにソサ・ヨナを利用。
主人公は、武神陵内にてムソンと戦い、見事勝利をおさめるもソサ・ヨナの濁気の侵蝕は止まらなかった。武神の秘宝が必要なくなった主人公は 武神の秘宝を使い、
【I】ソサ・ヨナの命を見捨てて、ジン・ヴァレルへの復讐のために武神の神功を得る
【II】ソサ・ヨナにかけられた濁気を打ち払い、命を救う
という2択を迫られるも世界の大義を実現させるというホン門の教えに倣いソサ・ヨナを救った。
しかしその後、神功を持ち合わせた上に強い内力を持つソサ・ヨナは魔皇の器に最適であったため、チャド・ジンケンによって連れ去られ武神の塔で監禁されてしまう。
天命地位祭壇で行われた天命祭では、天に飛ばされ魔皇復活の器にされるところであったが、間一髪のところで主人公が救出し、再びソサ・ヨナの命を救った。天命祭の後は、渡門旅館に帰っており、義父であるソサ・ヤンサのもとを離れ、自身の叔母であるエル・カレンに育てられることになった。

### 大砂漠

#### ジン・ハズキ
マド・ヨーガン将軍に雇われていたお宝ハンター。荒野でも五指に入る銃の腕前。父親はクルム王国の朝廷官僚で実力のある武官ジン・タイヘイだったが、仲間の裏切りで家族や使用人は全員殺され、ジン・ハズキだけが生き残った。
復讐を誓い、長い歳月をかけて銃撃術を覚え、やっと仇を見つけ出して復讐を試みたが、相手の権力と兵力の前では叶わなかった。そして大怪我を負っていた彼女を助けたのが、ホン・ドウゲンであった。ホン・ドウゲンは「復讐より自分の人生の方が大事だ」と彼女を諭した。
大砂漠では、ホン・ドウゲンに恩義があったことから純粋に主人公へ手を貸してくれる。酒好きだが、大変な酒乱である。

#### ダン・ロアナ
娯楽党の党首である眼帯の女性。娯楽を追求し、ただ飲み食いして遊ぶことが真の娯楽党だという。ジン・ハズキとはライバル関係。武神の秘宝を求めている。ソサ・ヨナの養父ソサ・ヤンサへ復讐心を抱いている。

#### エル・カレン
大砂漠中央に位置した渡門旅館の女将。自身の姉、エル・サランの娘であるソサ・ヨナを探すため、大砂漠の真ん中に渡門旅館を作った。名もわからぬ姪が武神の子孫であったため、古語を勉強し、武神についての情報を大砂漠で集めていた。

#### エル・サラン
エル・カレンの姉。夫であるチャド・ムレイとの間にソサ・ヨナを授かるが、ムレイ亡き後、武神の秘宝を狙う無影団金影班クニンに襲われ、重傷を負った時、偶然居合わせたソサ・ヤンサと遭遇する。彼にヨナを託し、命を引き取った。彼女の死後、死体の上にはハスの花が咲き、主人公によってその花は回収された。そして密かにエル・サランに想いを寄せていた武運村のチャロ・ジョノの手で大切に育てられることになる。

#### チャド・ムレイ
武神最後の子孫であり、クルム王国将軍。風雲戦争時、最前線で指揮を取り、ジン・ヴァレルの濁気によって魔物と化した軍勢を相手に戦っていた。祖先と同じく武芸に秀で、部下思いでもあった。だが、同じクルムの将軍であり、同門でもあったハド将軍の陰謀により命を落とす。風雲戦争に徴収される前に自身の遺書を、クルム王国の大将軍ガ・ガンテの石像の下に隠した。遺書には武神の秘宝に繋がる銀鳥牌・金鳥牌の行方が記されていた。

#### テイユ
チャド・ムレイの同門であり盟友。ハド将軍にはめられ、命を落としかけた所をムレイに庇われ生き延びる。その後は復坤牌の洞窟で主人公と出会うも、戦争後遺症を患い狂人と化していたため、主人公の手で葬られた。

#### マド・ヨーガン
クルム王国の右将軍で、大砂漠に拠点を置いている。かつてクルム王国の右将軍であったグレン・マヨムが東方大陸にパラム帝国を建国したように、武神の秘宝を手に入れれば、世を制覇して天下に君臨することも可能だと、大砂漠領主の座を買って出た。タチの悪い女好きだと建元成都では有名だったらしい。実力さえあれば出自と経歴は問わない主義で、彼の軍にはかつて死刑囚だった者もいる。また、マド・ヨーガン発掘地では、誘拐してきた労働者に邪魔教が栽培している幻影草を与えて、狂人になるまで無理やり働かせている。
過去ムソンの姉カリンを手込めにしようとしたが、拒絶したカリンは家族の安全と引き換えに自害。ムソンの両親を殺し、遺体を弔うことを禁じた。
大砂漠編では、ユッシ家の集落の人々の命を人質に、主人公に武神の秘宝を見つけ出すように強要した。武神の秘宝を奪おうと、軍をけしかけてくるが、ジン・ヴァレルの手によって葬られた。

#### ユッシ家の集落
かつてムソンが暮らしていた集落。ユッシ家の人々と、ムソンの幼馴染であるミーリョン、孤児のシンシン、そして医者の白雲がいる。自己保身の強い人が多く、主人公が初めて訪れた際は天下双勢の武人だと褒めそやしていたが、マド・ヨーガン軍と一悶着起こした後は一転してホン門派を罵倒していた。

#### 武神三元老
白雲禅師、青雲禅師、赤雲禅師の3人を合わせた名称。仙界からやってきた神仙で、千年前の魔皇降臨の際に、武神チャド・ジンケンに神功を与えた。だが、武神が自身の神功を己の子孫にしか探せないように隠したため、新しい天下四絶の器に神功を伝授しなければ彼らは仙界に帰れないのだという。

#### 無影団
ナル国王室の遺物を守る黒衣を身に纏った秘密集団。現首長はフィク・サマン。かつて武神チャド・ジンケンを護衛しながら秘密任務を遂行していた。ナル国王室の秘密決死隊でもあり、暗殺集団でもある。武神が魔皇と共に封印されたあと、闇に姿を隠し、武神の子孫が現れるのを待っていた。
しかし、十数年前に思想の違いから内部分裂を起こす。武神の秘宝は、武神の子孫ではなく無影団が受け継ぐべきだと宣言し、反対するものを粛清した。その後変心した無影団の手によって、エル・サランは命を落とした。

#### 復坤牌（ふっこんはい）
クルム王国とパラム帝国の風雲戦争に参加していた兵士たちの集団。ほとんどが大砂漠の出身で、戦争が終わったあとそれぞれの故郷に帰ってきたが、戦争後遺症のため完全に狂ってしまい、問題ばかりを起こしている。
ガ・ガンテ将軍に仕えていたソウク・サンジが自分たちの処遇についてマド・ヨーガン将軍に直訴していたが、要求は応えられず拷問と酷い刑罰を受ける。その後大砂漠に散っていた戦友をソウク・サンジが呼び集め、マド・ヨーガンと敵対し、命を狙うようになった。ガ・ガンテ将軍の墓とされる場所に復坤牌の洞窟という拠点を作っている。

### パラム帝国

#### グレン・マヨム
パラム帝国皇帝。元はクルム王国の右将軍であったが、20年前に東方大陸の白青山脈にパラム帝国を建国。パラムとクルムの戦争、風雲戦争で手柄を立てたジン・ヴァレルを大師に任命するが、彼女の策略にはめられ、牢獄に10年間幽閉される。

#### グレン・マリナ
パラム帝国の皇女であり、敬天盟の盟主。ジン・ヴァレルに政治を掌握され、堕落していくパラム帝国を憂い、10年以上姿を見せない父はすでに死んだものと見なし、パラム帝国に反旗を翻す組織「敬天盟」を作った。
朝廷の実権を望むチヨニ・スーウ大臣から多額の資金を提供を受けつつも、ジン・ヴァレルに対抗する同盟を作るため、水月平原を奔走していた。
グレン・マヨムとナリム・ソーリンの娘で、姉であるナリム・ソユとは異父姉妹に当たる。

#### ジャン・バイド
グレン・マリナの護衛武人で「風帝一剣」の異名を持つ。

#### リュウテン
パラム帝国の首都警備隊隊長。老いて無能になってしまったパラム建国の功臣たち、ワイロと媚で官職についた奸臣らをどうにかやり込めながら、グレン・マリナを支えている。

#### ジン・タイヘイ
江流都の名判官と名高い男性。ジン・ハズキの父。腹心にチヨニ・スーウがいる。普段は冷徹な判官であったが一人娘の前では、とても優しく温かい笑顔の父親だった。かつて、ソサ・ヤンサを奴隷として使役し、ジン・ヴァレルを策略に嵌め、ピウォルが命を落とす要因ともなったために、ハズキの目の前でジン・ヴァレルに殺害された。その後、黒龍教の手によって尽天魔王として復活し、ジン・ハズキの手で葬られた。

#### ペール・イド
おかっぱ頭でピエロのような赤鼻をつけた男。パラム帝国軍直属古代法機発掘団所属第3285法機部隊戦術戦略教官代理という肩書を持つ。ナル国の迷宮遺跡にある古代法機を求めて、無茶苦茶な発掘をしている。黒龍教との関係が疑われている。

### クルム王国

#### アーク王妃
ベルグ・カンオウの天命祭によって開かれた仙界の門から出てきた女性。優れた美貌と膨大な知識の量によって、彼女はたちまち脚光を浴びることになる。
彼女が王妃となってからは毎年「斉天儀」という行事が行われており、天命祭とはまた異なる儀式であった。王妃の言葉によれば、斉天儀は「彼女がいたところ」への門を開く儀式であった。彼女は自分の口ではその門が仙界を通じる門だと言ったことはなかった。
しかし、人々は彼女が仙界の門から現れたのなら、その門の行き先も当然仙界だと思っていた。毎年行われていた斉天儀によって、数百もの人が仙界へと渡ったと思われていたが、本当に送られていた行き先は冥界であった。

#### ナリム・ソーリン
クルム王国の元王妃。以前はグレン・マヨムとお互いに想いを寄せており、彼が武人として抜擢された日に結婚すると2人で約束していたが、クルム王国皇帝に皇后として選ばれ、宮殿に入るようになった。
そして彼女とグレン・マヨムを排除しようとしたアーク王妃によって、黒龍教が白林寺を襲撃。娘であるソユとは生き別れとなり、グレン・マヨムと共に東方大陸へと渡り彼の皇后となって、グレン・マリナという娘が生まれた。

#### ガ・ガンテ
クルム王国の将軍。グレン・マヨムとは義兄弟であったが、襲われたナリム・ソーリンとグレン・マヨムを逃がした後に黒龍教の手勢に捕まってしまい、クルムへの反逆罪に追い込まれて処刑された。
その後、黒龍教の手によって妖魔王の器として復活し、ジン・ヴァレルと行動を共にするようになる。

### 竹林村

#### ドリン・テンプウ
竹林村自警団団長。息子はドリン・ダンハ。以前はホン・ドウゲンのホン門派で武術を学んでいたが、濁気の影響で国力の減退していたクルム王国とその民衆のためにムイル峰を飛び出し、クルムの皇室警備隊長となった。そして、民心に寄り添った慈悲深い心を持つナリム・ソーリンの護衛武人となることを希望する。
白林寺の襲撃時は、燃え盛る家屋から皇帝とナリム・ソーリンの娘ソユを救出し、彼女の命を守るため、ナリム・ソユとして竹林村で育てた。
グレン・マヨムは主君にあたる。

#### ナリム・ソユ
竹林村で絶世の美女と名高い女性。類稀な美貌と慈悲深く優しい心を持つと村の中で評判であったが、彼女自身はいつも孤独を感じていた。
幼い頃から沢山の人に愛されたいと願い、また自分が誰よりも優れた絶世の美女であると自覚していたことから一刻も早く竹林村の外に出たいと、海賊である衝角団に情報を流すスパイをしていた。
その後、竹林村を襲う衝角団に自身をさらわせ外の世界へと旅立つも、皇后にしてやるというユ・ランたちの甘言に乗せられパラム帝国へ。
クルム王室の血を引いているが故に、ジン・ヴァレルが起こした天命祭で天人の血として捧げられる。
クルム国王と、ナリム・ソーリンの娘。妹であるグレン・マリナとは異父姉妹にあたる。
彼女の美貌は母親譲りだが、精神性は父親に似た可能性が高く、ベルグ・コウソウやベルグ・ムジョウが王になるべく天命祭を起こしたように、クルム王室の家系は、野心家が多い。
エピック12幕の更新に伴い、ナリム・ソユのストーリーをまとめた特設サイトも公開された。

### 魔族

#### ユ・ラン
黒い長髪を結い上げ、露出の多い服をまとった女性。
ナル国時代に満月館という場所で、美貌・教養・芸すべてが最上位の芸妓として名をはせていた。天下四絶となり、イスク・サンウンと共に満月館に来たチャド・ジンケンと出会い、逢瀬を重ねていく中で恋仲となる。
その後、武神の子供を身ごもるが、ある日チャド・ジンケンが魔皇と共に封印されたという報せを受ける。満月館に別れを告げ、一人で歩いていた所を、ユ・ランに歪んだ感情を抱いていた悪漢に手酷い暴力を受け、命を落とす。その時、復讐を誘う魔皇の声を聴くが、彼女はただ一言「チャド・ジンケン様にもう一度会いたい」とだけ告げた。

#### ジュリア
ジン・ヴァレルによる天命祭騒動が収束した後に現れた女性。ジン・ヴァレルとの戦いに敗れ、命を落としたあと黒龍教の手によって魔族として復活し、新しい魔皇の代理人として現れた。
シントを悪鬼都市に変貌させた張本人であるベルグ・コウソウを修羅王として主人公に差し向けたり、ヴァレルの中にあった帰天剣のかけらを奪うなど、暗躍を続けていた。

### その他

#### アイン
揺れる風島で初登場した謎の少女。幼く華奢な外見だが、自分の身長ほどあるチェーンソーを振り回す。どこかぼんやりとしており、常に無表情。揺れる風島にいるハーピーたちと、混沌の雪人の洞窟にいる雪男たちを無差別に殺害した過去を持つ。自分の意志ではなく誰かの命令で動いているようで、大陸各地に混沌の気を撒き散らしている。
また、大きな眼鏡を顔につけた「博士」という球体のロボットと行動を共にしている。

## 地名
世界は、中央に大海を囲んで四つの大陸に分かれている。それぞれ南方大陸、東方大陸、北方大陸と呼ばれ、西方大陸はかつて天命祭が失敗してしまった影響で濁気に染まり、現在は西落と呼ばれている。

### ナル国
1000年前に四大陸をすべて統一していた国家。現存する学問のすべての基盤を築いたともされる。法機を用いて天下統一を成していたが、法機運用のために霊石を乱掘し、地脈を乱れさせたせいで、次元の亀裂を招き、魔界と繋がりやすくなってしまった。
かつて、　黒龍教の陰謀により天命祭が実行され、魔皇が降臨し魔族の軍勢がナル国の聖地だった天元島に押し寄せた。ナル国は必死に抵抗したが、結局天元島の要塞は陥落してしまう。後日、聖地だった天元島は「破天聖都」と呼ばれることになった。
魔皇によって南方大陸が砂漠化するにつれて、ナル国も廃墟となり滅亡した。

### 南方大陸

#### クルム王国
別名、千年王国「雲王国」。ナル王国が滅亡したあと、四大陸を統治した巨大国家。国教は黒龍教。
西方大陸と東方大陸を皇帝の息子たちが統治していたが、西方大陸はベルグ・ムジョウの天命祭の失敗により濁気に覆われ「西落」へと変貌。古代から西方に生きてきた西天国の末裔であるクン族は、天乾樹の力で土地の一部を浄化して脈を継いだ。
東方大陸ではベルグ・コウソウが、自身の妹であるベルグ・セツギの血を捧げて天命祭を実行し、東方大陸の首都であったシントを悪鬼都市に変えてしまった。度重なる不祥事により、国力が減退。現在は、王室に黒龍教の息が掛かってアーク王妃の意のままに動かされており、クルム大陸軍も一部の有能な将軍を除き、腐敗と堕落が進んでいる。

#### 破天聖都
かつて天元島と呼ばれていた聖地が、魔皇の降臨によって、姿を変えてしまった土地。
また、建言成都にある天上盆地は、元は空を貫くほどに高く聳え立つ山の一部が空に浮上し天元島となり、残された部分が盆地となったことから、天上盆地という名がついた。そのため、天上盆地には今でもナル国の遺跡と遺物が残っている。

#### 大砂漠
あたり一面に砂漠が広がる地域。ナル国の重要な祭祀が行われていた場所で、同国に関係する遺跡が多く、ナル国の将軍であった武神チャド・ジンケンに纏わる伝説や遺跡も存在する。
北には巨大な建築物の渡門旅館がそびえ立ち、中央には渾天教と武林盟の二大勢力が睨み合っている。月隠れの湖畔には金剛力士が、渡門旅館の裏手には鬼炎ハサミ虫が生息している。

#### 斎龍林
ムイル峰に程近い地域で、竹林村や緑明村などの拠点がある。また、海賊集団である衝角団や、盗賊集団緑林徒の下位組織である黒龍斉が闊歩しており、竹林村の自警団が治安維持を担っている。また、巨岩の谷を抜けた先にはギーン・ウロルが支部長を務める衝角団南海艦隊支部がある。

### 東方大陸

#### パラム帝国
別名、軍事大国 「風帝国」。堕落したクルム王室に反旗を翻したグレン・マヨムが20年前に建国した国。東方大陸はクルム王室から統治を任されていたベルグ・コウソウが、自身の弟ベルグ・カンオウが次代の王に選ばれたことに憤慨し、天命祭を起こして首都シントを悪鬼都市に変貌させたことから、クルム王国と植民地との関係が悪化していた。
新しい王となったベルグ・カンオウが君臣の中で一番勇敢で腕の立つ右将軍グレン・マヨムを東方大陸へ派遣し、この地を統制するようにと命じた。だが、原住民の乱を収拾させ東方大陸を統治したあと、グレン・マヨムは王室に反逆し、パラム帝国を建国。
これに異を唱えたクルム王国は、宣戦を布告。クルム王国とパラム帝国による風雲戦争が勃発することになる。
開戦後は千年王国であるクルム王国の優勢であったが、ある日黒衣の女がグレン・マヨムのもとを訪れ策士を申し出た。彼女は優れた知略と奇妙な呪術でクルム大陸軍を翻弄し、自らも戦場に出てずば抜けた武術で敵を殲滅した。劣勢だったパラム帝国は東方大陸からクルム大陸軍を追い払うことに成功した。
やがて風雲戦争は小康状態に入り、グレン・マヨムは戦争で疲弊した内政に励み、最も手柄を立てた黒衣の女を大師に任命した。彼女は皇帝の相談役と一国の祭司長に値する国務の役割が与えられた。女の名前はジン・ヴァレルといった。
その後、クルムへの反逆によって皇帝になったという世間の評価を退けるため、ジン・ヴァレルの提案を受けて天命祭を行うことにしたグレン・マヨムであったが、偶然にもジン・ヴァレルの本来の企みを知ってしまう。計画に感づいたことを知られてしまい、皇帝の証である武具を隠した後、牢獄に幽閉される。以降は全身に鎧を纏った偽の王が表に立つようになり、パラムの内政は堕落していく。

#### 水月平原
多くの種族が暮らす美しい平原。それぞれの種族が信じて従う霊獣神がおり、アンシー族は狼の神である獣神を、ポルコロッソ族はブタの王であるポルコ・クワットを、水蛙（すいわ）族は水蛙大王を、悪鮫（あっこう）族は悪鮫老将を、落猿（らくえん）族は落猿大聖を崇拝している。
霊獣たちはかつて天下四絶と共に闇に立ち向かって水月平原の平和を守っていた。

#### 悪鬼都市
かつて東方大陸の首都であったシントの変わり果てた土地。30年前ベルグ・コウソウが起こした天命祭によって華やかで賑やかだった都市は、魔物と濁気に溢れた場所に変貌した。
だが、クルム王国将軍のドリン・ユンの迅速な対応によって、濁気による被害はこの都市だけに留まった。
彼は、濁気に溢れた都市の門をすぐに閉め、濁気に侵された民衆を部下に命じて殺害し、また味方の兵士でも濁気に侵されていればすぐに切り伏せ、己の妻も手にかけた。天下四絶による制圧もあり、結果的に西落の二の舞となることは防げたが、ドリン・ユンの息子であるユハンは、母を手にかける父の姿を見て、心に暗い影を残した。

### 西落
かつて楽園と呼ばれた西方大陸。ベルグ・ムジョウによる天命祭で濁気に侵され、ほとんどの地域が濁気に沈んでしまった。

#### 西天都
天乾樹の力に守られたクン族の都。天乾樹の根は冥界まで続いており、クン族の生と死を掌握しているという。

#### 呪法寺
この世の神によって悟りを得た者の教えを伝える「世神教」発祥の地。現存する世神教の禅師の中でも、もっとも高い法力を持つとされるナユル大禅師の居場所でもある。

#### 冥界
現界で命を落とした者が死後に辿り着く霊的な世界。死者の魂はここへ留まり、冥府殿の主が出す判決を待つ。
幽霊だけでなく妖怪や悪鬼、亡者などが徘徊するこの場所には、入口も出口も存在せず、冥界の門かまだ存在すら確認されていない冥界の海を通じてのみ辿り着けると言われている。

### 北方大陸
ゴン族の起源であるポーラ国が存在していた大陸。火山の噴火によって生じた地形で、それぞれ異なる気候と特徴を持つ複数の島からなっており、天恵の鉱物が大量に埋蔵されている。
長い間ナル国の従属国だったため弱肉強食の思想が深く根付いており、力を強化する手段である製錬や鍛冶の技術が発展している。
最近、前例のない巨大な火山噴火が起きたことで、内部でも生存をかけて葛藤が深まっている。

#### 中部商業地区
かつてのポーラ国の首都で、現在は北方交易の中心地。
莫大な税金や北方全域の物資が流入する都市であるため、ほとんどがゴン族である他の地域とは異なり、多様な種族に会うことができる。
しかし華やかな姿の反面、奴隷売買をはじめとする、さまざまな違法取引が盛んな臨時市場が開かれている。

#### 碑木村
貧民村が多数存在する農耕地。ポーラ国から独立し、絶対王政を追求するようになると、中央政権から排除された下級階層は大陸の外れに追いやられた。
放置された村では生活が不安定になり、住民たちの暮らしは荒れ果ててしまった。

## 用語集

### 濁気（だっき）
魔界からやってきた気。人であれ、物であれ、濁気に汚染されると魔物に変わってしまう。
魔物になった者の魂は、魔界に吸い込まれ、絶対に救われない霊となってしまう。このことを知る者は、濁気に汚染されると魔物になる前に自害を選ぶ。

### 墨華の傷（ぼっかのきず）
上位の魔族によってつけられる傷で、気血がねじれ墨華の花びらが体中を巡り、非常に苦しみながら徐々に死に至るという傷。
濁気に感染した者は、死ぬか魔物となる。だが、濁気を体内に取り込んで、それを克服できれば極魔体の局地に到れるという。一言でいうと、命を捨てる代わりに強力な武功を得られる方法でもあった。
そしてこの「墨華の傷」を克服できれば、神功の境地に到れるという伝説もあった。

### 武神の秘宝
ナル国の重要な遺物が残る大砂漠地域にて、語り継がれている伝説。荒野一の武功を持つ武神チャド・ジンケンが、千年前の魔皇との戦いの前に自身の神功を、ナル国王の墓に隠した。武神が魔皇と共に封印されたあと、ナル国王陵は武神陵と呼ばれるようになる。彼の地へと向かうには、武神に神功を授けたという仙界の神仙「武神三元老」の力を借り、子孫を探して武神の翼を目覚めさせる必要があった。天下四絶である武神の神功は魔皇に立ち向かう力を持ち、その強大な力を狙って多くの者が武神の秘宝を探していた。
また、大砂漠編では似たような名称が多く混乱を招きがちだが、
武神盤＝武神を探すために作られたナル国の神物。武神の血を受け継ぐ者も見つけられる羅針盤。
武神伝＝武神陵を探す方法が書かれた巻物。秘宝の概要と白雲禅師に会えと記載されている。
武神陵＝ナル国王の墓で、武神の秘宝が隠された場所。
武神の翼＝かつて武神と共に魔皇と戦った霊獣天鳥のこと。銀鳥牌・金鳥牌と、武神の子孫の血を捧げると武神陵へ導く。
武神の子孫＝武神チャド・ジンケン本人か、武運村チャド家の者が子孫に当たり、チャド・ムレイの娘であるソサ・ヨナが該当する。

### 天命祭
天命祭とは、現界の人間が天界の扉を開くための祭祀。扉を開けて天から「天人」に選ばれれば皇帝としての正統性と権威を認められ、万民から尊敬される。しかし、反面には非常に危険な可能性が内包されており、王となる資格のない者が天命祭を行うと、天界の扉ではなく魔界の扉を開くことになる。つまり、天命祭は魔皇を降臨させる祭祀でもある。
ナル国時代から伝えられてきた天命祭の正しい手順は、
- 月食に合わせて天命祭を行う。
- 天人が仙界の呪術を通じて、帰天剣で仙界の門を開く。
- 天人が王として認められることで、天命祭が終わり、仙界の門が閉じる。

この本来の正しい天命祭は「白龍の天命祭」と呼ばれており、この祭祀を変形させたものを「黒龍の天命祭」と呼び、
- 日食に合わせて天命祭を行う。
- 天人を生贄にし、魔皇の代理人が魔界の呪術を通じて、帰天剣で魔界の門を開く。
- 魔皇が君臨し、帰天剣だけが魔界の門を閉じられる。

とされている。

### 法機
1000年前に四大陸を統一したナル国が作り出した兵器。
天地万物の道理と原理を司る万物を基に制作された器具で、動力として、強い霊気を持つ霊石が使われる。そして霊石の気で人工的な動きを作り出して制御するために、行術書という護符を貼った。
パラム帝国は、さらに法機を武器として活用するため、万物学者と調査団を中原の各地に派遣し、ナル国の法機技術を収集し、法機武器や法機部隊を創設した。

### ホン門神功
ホン門派における神功。世界の大義を実現させる道がホン門派の道であり、ホン門神功を完成させるのだという。主人公がホン門神功を得たあとは、濁気に侵された者を浄化できるようになった。

### 混沌の気
アーク王妃の陰謀を打ち砕き、ようやくクルム王国が正常化への道を歩みだした頃に、巷へ現れだした気。
濁気よりも古い魔気の結晶体で、暗い感情を煽り潜在する欲望を引き出すため、混沌の気と呼ばれている。大昔、地上に何も存在していなかったときに現れたもので仙界の輪廻の書庫に封印されていたが、カオルの手によって封印が解け、世界に散らばってしまった。
呪法寺には「大昔、クン族の天女が世界を乱す不浄な気を封じるために神妙な巻物を作った」という記録がある。

## テレビアニメ
2014年4月より6月までTBS、MBS、CBC、RKB、HBC、BS-TBS、TBSチャンネル1にて放送された。
監督は『モーレツ宇宙海賊』でキャラクターデザイン・総作画監督を務めた竹内浩志と『STEINS;GATE』の浜崎博嗣（コンセプト設計）、シリーズ構成は『イナズマイレブン』シリーズの冨岡淳広、キャラクターデザインは『絶対防衛レヴィアタン』で絵コンテ・演出や『君のいる町』で作画監督を担当した長田絵里、音楽はゲーム本編のサウンドも手がけている岩代太郎がそれぞれ担当。また、アニメーション制作を手がけるGONZOは2005年製作の『BLACK CAT』以来9年ぶりのTBS製作アニメ作品となる。

### 登場人物
アルカ
声 - タカオユキ
本作の主人公。口数が少なく、感情をまったく表に出さない。暗殺者集団「剱一族」に育てられる。目の前で師匠のホンを殺され、掟に従い復讐の旅に出るが、ジン・ヴァレルに「師匠殺し」の濡れ衣を着せられ、賞金首としてパラム帝国に追われる身となる。左の腋にアゲハチョウのようなあざを持つ。
ジン・ヴァレル
声 - 悠木碧
本作のもう一人の主人公。ホンを殺した真犯人であり、アルカにとっては仇となる人物。「パラム帝国」の兵団「墨華隊」を率いる冷酷無比な隊長。「濁気」を操り、アルカを仕留めるために狙う。
ユ・ラン
声 - 伊藤静
ジン・ヴァレルの部下で右腕。「パラム帝国」の兵団「墨華隊」の一員。無口な彼女のために説明役をすることが多い。
エル・カレン
声 - 大原さやか
表の顔は歌舞に秀てる娯楽場「渡門旅館」の女将。トレードマークの扇子を武器にする武人でもある。南海に浮かぶ孤島での宝探しでは胸の大きさが災いしハプニングで胸が露出してしまう。
ジン・ハズキ
声 - 雨宮天
傭兵稼業で生きるさすらいの賞金稼ぎ。天真爛漫で、陽気な女。無類の酒好き。アルカの首に懸けられた賞金を狙って彼女を追う。銃の名手で、ライフルも拳銃も自在に操る。
ダン・ロアナ
声 - 高垣彩陽
砂漠を拠点とする盗掘集団「娯楽党」のリーダー。ストレートな性格でとても仲間想い。「天精」に対して怒りを覚えている。南海に浮かぶ孤島での宝探しにてハプニングで胸が露出して際にバストトップを隠すのに失敗、声を挙げて懸命に胸を隠そうとするなど羞恥心は強い。
ガ・ガンテ
声 - 小山力也
ユと同じくジン・ヴァレルの部下。「パラム帝国」の兵団「墨華隊」の一員。濁気の影響で言葉を話せず、うめき声のような声しか出せない。ただし、ユ・ランだけはそれが理解できる。戦闘中は魔物のような姿を見せる。
ユウ
声 - 井上麻里奈
リン族の魔道士の少年。かつてホンの下で弟子として修行していた。彼との出会いがアルカを大きく変えていくことになる。ミニコーナー「復習の時間」では、解説と次回予告を務める。
ホン・ドウゲン
声 - チョー
アルカの師匠。剱一族に招聘され、彼女に剣術を教えたが、ジン・ヴァレルに殺されてしまう。
ロン
声 - 白石涼子
リン族の行商人の少年。アルカを「金づる」と呼び、小銭をねだる。

### スタッフ
- 原作 - NCSOFT
- 原案 - NC JAPAN
- キャラクター原案 - キム・ヒョンテ
- 監督 - 竹内浩志、浜崎博嗣（コンセプト設計）
- シリーズ構成 - 冨岡淳広
- キャラクターデザイン - 長田絵里
- 総作画監督 - 長田絵里、清丸悟、赤井方尚（第9話 - ）
- 美術監督 - 舘藤健一、甲斐政俊
- 色彩設計 - 長尾朱美
- 撮影監督 - 松井伸哉
- 3Dディレクター - 毛利菜香
- 編集 - 吉武将人
- 音響監督 - 森下広人
- 音楽 - 岩代太郎
- プロデューサー - 遠藤哲哉、古川慎、須藤清智、曽我秀忠、田中豪、中川岳、有馬茂晃、星野禎、三津井淑人
- アニメーションプロデューサー - 奥山真吾
- アニメーション制作 - GONZO
- 製作協力 - 電通、NCSOFT、エヌ・シー・ジャパン、TCエンタテインメント、A-Sketch、第一興商、GONZO、電通ヤング・アンド・ルビカム
- 製作 - Blade&Soulアニメ製作委員会、TBS

### 主題歌
オープニングテーマ「サヨナラ嘘ツキ」
作詞・作曲 - ユカ / 編曲 - やしきん / 歌 - みみめめMIMI
エンディングテーマ「RAINBOW」
歌・作詞・作曲 - LEGO BIG MORL / 編曲 - TAKASHI WATANABE & LEGO BIG MORL

### 各話リスト
| 話数     | サブタイトル | 脚本              | 絵コンテ     | 演出                  | 作画監督                                                                                     | 放送日        |
| -------- | ------------ | ----------------- | ------------ | --------------------- | -------------------------------------------------------------------------------------------- | ------------- |
| 第一話   | 道           | 冨岡淳広          | 竹内浩志     | 竹内浩志              | 長田絵里、青木美穂 鎌田均                                                                    | 2014年 4月3日 |
| 第二話   | 欲           | 冨岡淳広          | 西村聡       | 川久保圭史            | 野崎麗子、高瀬さやか 服部憲知 橋本浩一（アクション）                                         | 4月10日       |
| 第三話   | 仇           | 冨岡淳広          | 八谷賢一     | 白石達也 佐々木純人   | 小林亮、南伸一郎 Yang Byung Gil                                                              | 4月17日       |
| 第四話   | 剣           | 冨岡淳広          | 千明孝一     | 信田ユウ              | 熊田明子、鎌田均 板井寛樹、青木美穂 野崎麗子、高瀬さやか ふくだのりゆき                      | 4月24日       |
| 第五話   | 花           | 冨岡淳広 綿貫華世 | 西本由紀夫   | 小野田雄介 佐々木純人 | 渡辺純夫、徳倉栄一 服部憲知、鈴木彩子                                                        | 4月24日       |
| 第六話   | 夢           | 久尾歩            | 河本昇悟     | 古左子孝              | 飯飼一幸、佐藤道雄 相坂直紀                                                                  | 5月8日        |
| 第七話   | 時           | 冨岡淳広          | 花井宏和     | 和井宏                | 青木美穂、野崎麗子 服部憲知                                                                  | 5月15日       |
| 第八話   | 空           | 久尾歩            | 山内重保     | 山内重保              | 羽山淳一、鎌田均 高瀬さやか、Yang Byung Gil 仲敷沙織、赤井方尚 竹内浩志                      | 5月22日       |
| 第九話   | 月           | 古怒田健志        | 原博         | 佐々木純人            | 徳倉栄一、渡辺純夫                                                                           | 5月29日       |
| 第十話   | 罪           | 石橋大助          | 島津裕行     | 大石康之 ろくがつ     | 高岡じゅんいち、山形厚史 興石暁、鎌田均 高瀬さやか、津幡佳明 谷口繁則、樋口靖子 ANIHOUSE SUN | 6月5日        |
| 第十一話 | 罰           | 久尾歩            | セトウケンジ | 川久保圭史            | 青木美穂、服部憲知 熊田明子、鎌田均 小林亮                                                   | 6月12日       |
| 第十二話 | 魂           | 冨岡淳広          | 西村聡       | 所俊克 下司泰弘       | 高瀬さやか、鎌田均 Yang Byung Gil                                                            | 6月19日       |
| 第十三話 | 神           | 古怒田健志        | 西本由紀夫   | 古左子孝              | 飯飼一幸、佐藤道雄 相坂直紀                                                                  | 6月26日       |

※サブタイトルには本来、作品世界で用いられる文字が横に付記されているが、通常のフォントでは再現できないため省略。

### 放送局
| 放送地域   | 放送局             | 放送期間               | 放送日時           | 放送系列   | 備考                             |
| ---------- | ------------------ | ---------------------- | ------------------ | ---------- | -------------------------------- |
| 関東広域圏 | TBSテレビ          | 2014年4月3日 - 6月26日 | 木曜 25:46 - 26:16 | TBS系列    | 製作局                           |
| 北海道     | 北海道放送         | 2014年4月5日 - 6月28日 | 土曜 26:28 - 26:58 | TBS系列    |                                  |
| 福岡県     | RKB毎日放送        | 2014年4月5日 - 6月28日 | 土曜 27:00 - 27:30 | TBS系列    |                                  |
| 近畿広域圏 | 毎日放送           | 2014年4月7日 - 6月30日 | 月曜 27:35 - 28:05 | TBS系列    |                                  |
| 中京広域圏 | CBCテレビ          | 2014年4月10日 - 7月3日 | 木曜 26:51 - 27:21 | TBS系列    |                                  |
| 日本全域   | TBSチャンネル1     | 2014年4月12日 - 7月5日 | 土曜 22:30 - 23:00 | CS放送     | リピート放送あり                 |
| 日本全域   | BS-TBS             | 2014年4月12日 - 7月5日 | 土曜 25:00 - 25:30 | BS放送     |                                  |
| 日本全域   | バンダイチャンネル | 2014年4月15日 - 7月8日 | 火曜 24:00 更新    | ネット配信 | 見放題サービス利用者は全話見放題 |
| 日本全域   | ニコニコチャンネル | 2014年4月15日 - 7月8日 | 火曜 24:00 更新    | ネット配信 |                                  |
| 日本全域   | ニコニコ生放送     | 2014年4月15日 - 7月8日 | 火曜 24:30 - 25:00 | ネット配信 |                                  |
| 日本全域   | dアニメストア      | 2014年4月16日 - 7月9日 | 水曜 12:00 更新    | ネット配信 | 見放題サービス利用者は全話見放題 |

### BD / DVD
| 巻 | 発売日         | 収録話          | 規格品番  | 規格品番  |
| 巻 | 発売日         | 収録話          | BD        | DVD       |
| -- | -------------- | --------------- | --------- | --------- |
| 1  | 2014年6月25日  | 第1話 - 第2話   | TCBD-0357 | TCED-2224 |
| 2  | 2014年7月25日  | 第3話 - 第4話   | TCBD-0358 | TCED-2225 |
| 3  | 2014年8月27日  | 第5話 - 第6話   | TCBD-0359 | TCED-2226 |
| 4  | 2014年9月26日  | 第7話 - 第8話   | TCBD-0360 | TCED-2227 |
| 5  | 2014年10月29日 | 第9話 - 第10話  | TCBD-0361 | TCED-2228 |
| 6  | 2014年11月26日 | 第11話 - 第12話 | TCBD-0362 | TCED-2229 |
| 7  | 2014年12月26日 | 第13話          | TCBD-0363 | TCED-2230 |

販売元はTCエンタテインメント。

### WEBラジオ
『ブレイドアンドソウル 〜無口なアルカのおしゃべりラジオ〜』のタイトルで、2014年4月9日から7月2日まで毎週水曜26:00 - 26:30に文化放送超!A&G+において配信された。パーソナリティはアルカ役のタカオユキ。

## 小説
『ブレイドアンドソウル 〜追憶のジン・ヴァレル〜』のタイトルで『別冊少年マガジン』（講談社）2014年5月号より連載中。作：明時士栄、挿絵：にいさとる。